# آدریان فن اوستاد
آدریان فن اوستاد (هلندی: Adriaen van Ostade; ۱۰ دسامبر ۱۶۱۰ – ۲ مهٔ ۱۶۸۵) نقاش اهل هلند بود.
وی در عصر طلایی نقاشی هلند در قرن ۱۷ میلادی زندگی میکرده و بیشتر آثارش با موضوع مردم و انسان‌ها بوده است.

## نگارخانه

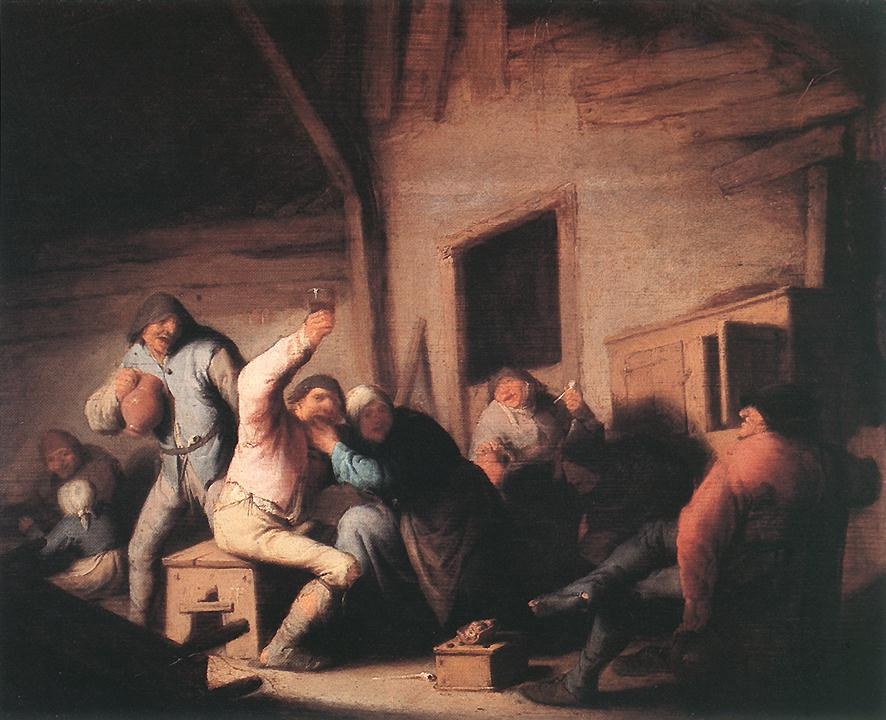
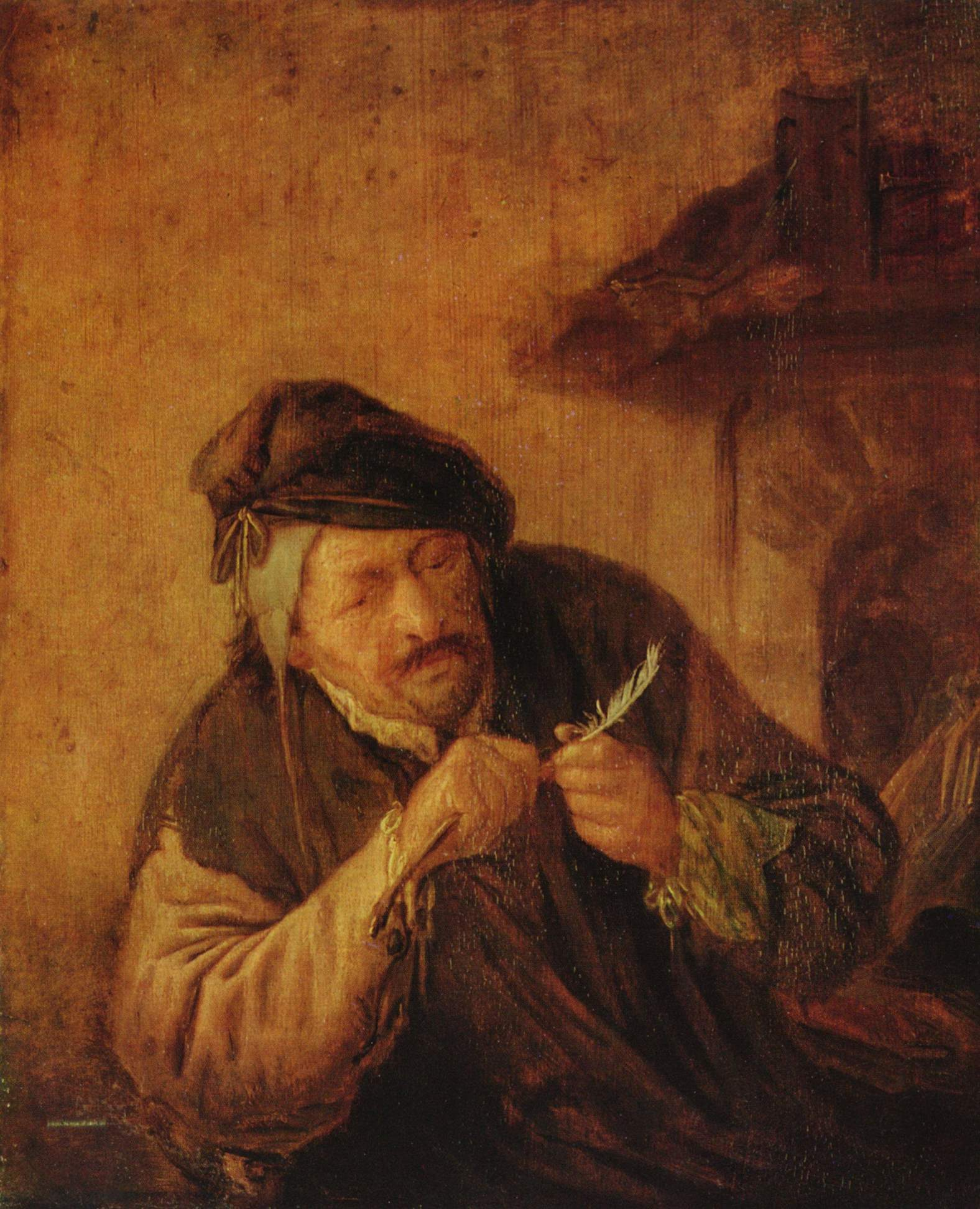
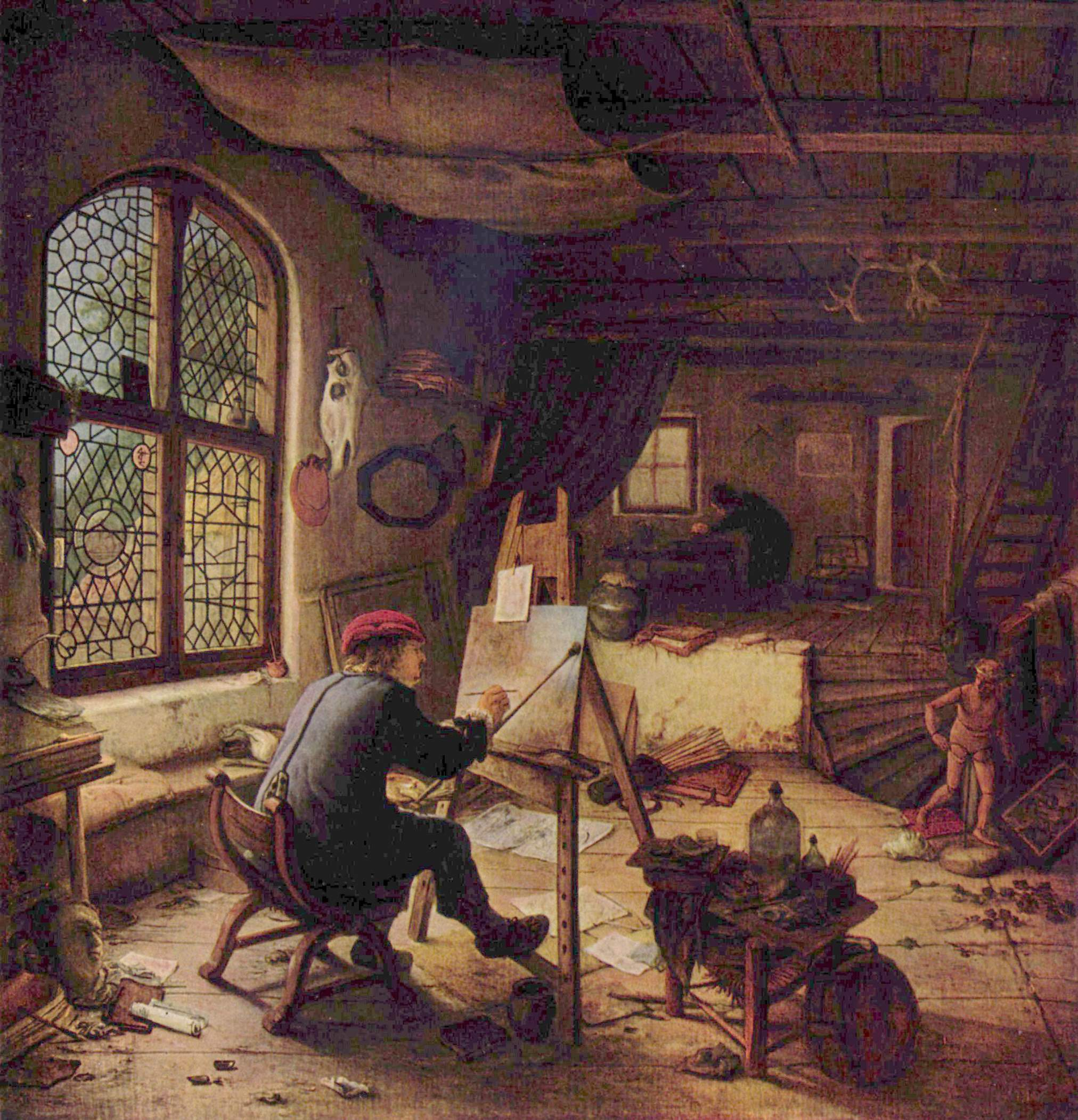
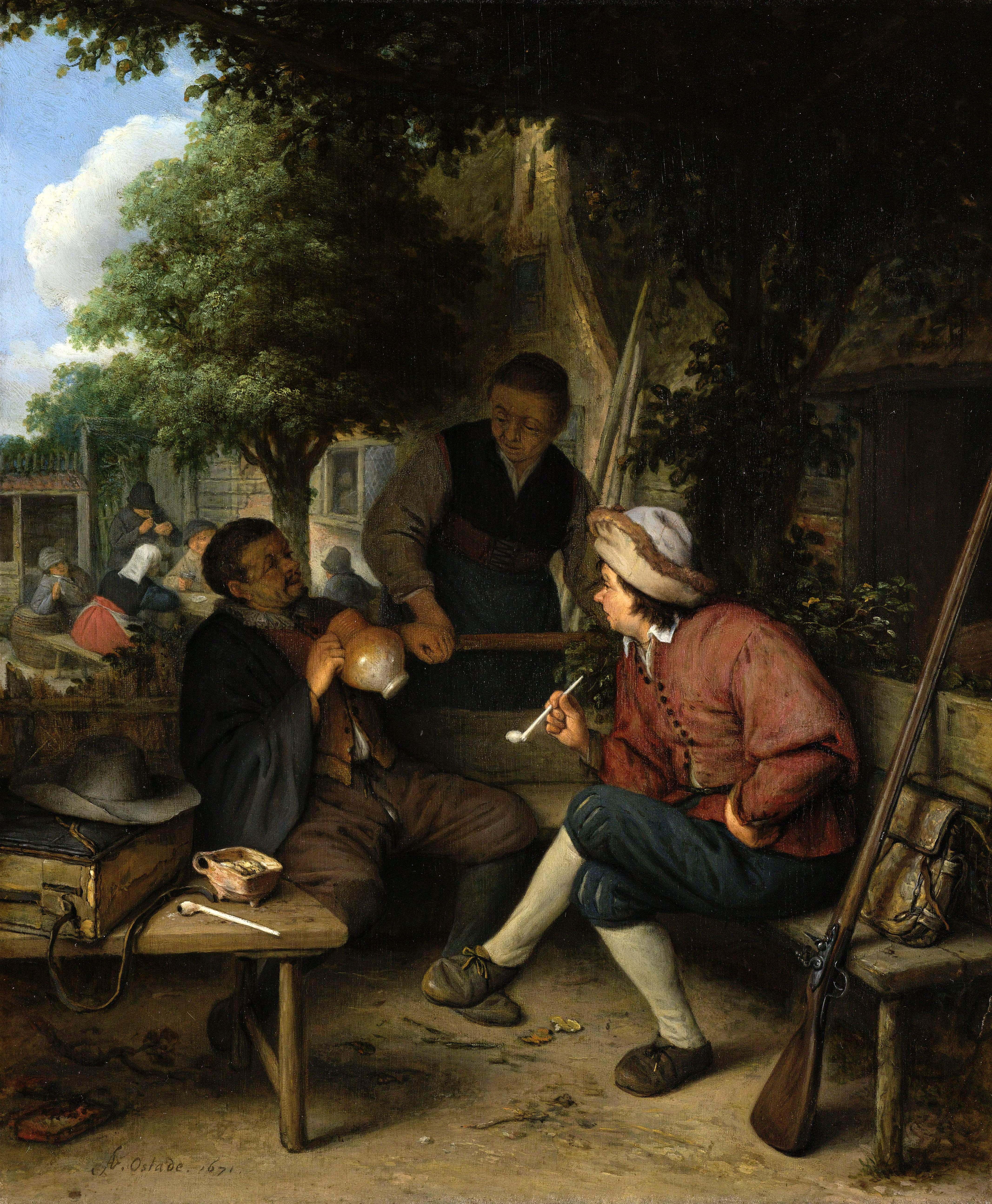
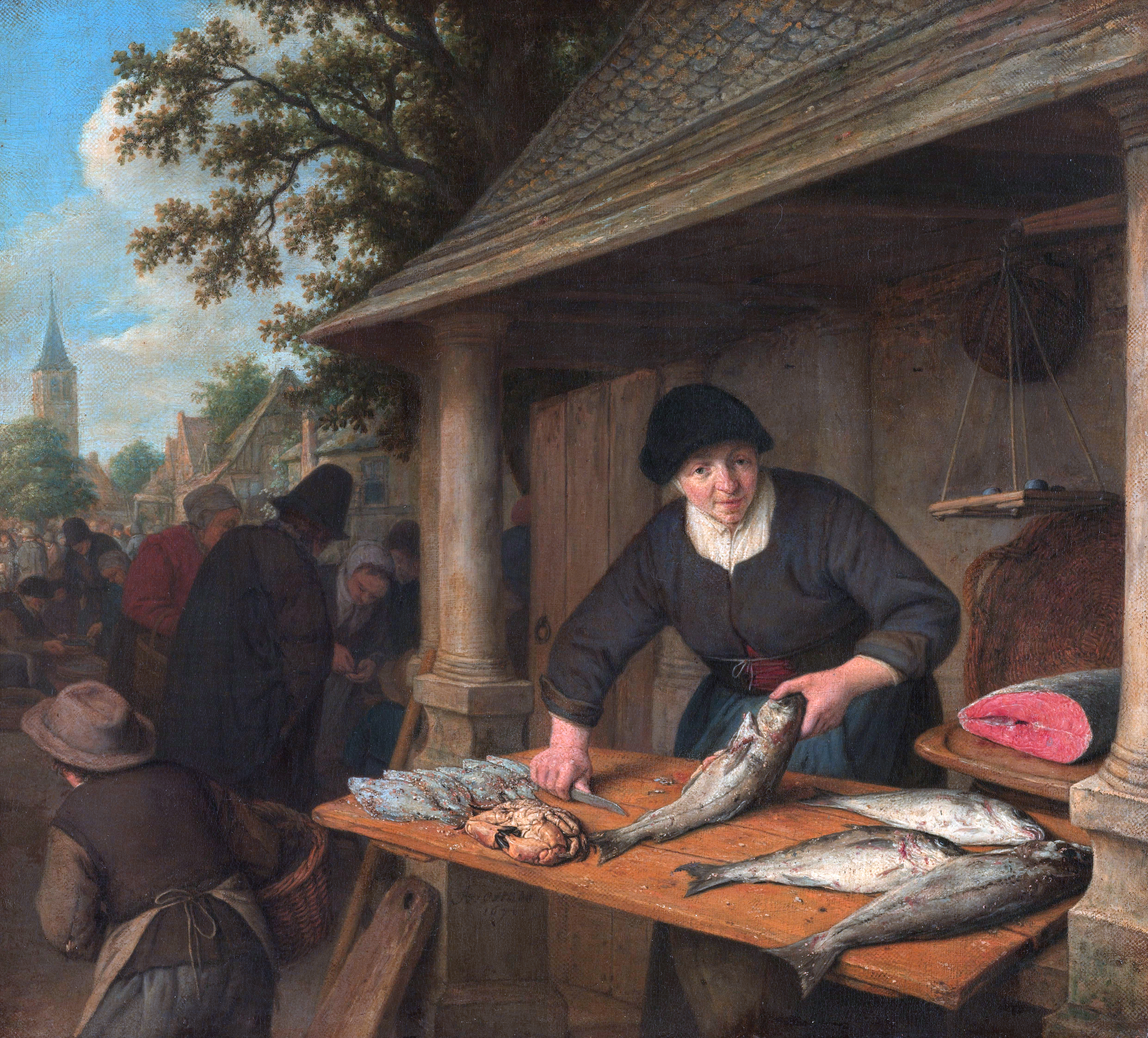